# 玛那山口
玛那山口 (海拔5,611米（18,409英尺），另一说法为5545m), 别名仲尼拉 (Chongnyi La；Dungri La)或卓尼拉，藏文意为两村山，是位于中国西藏阿里地区札达县达巴乡与印度北阿坎德邦杰莫利县之间的喜马拉雅山的一个山口。2005-2010年期间，印度军方的边境道路组织(BRO)已经将印度58国道(NH58)从伯德里纳特(Badrinath)延伸至玛那山口印度一侧的边界线上(延伸线长度为27 km)，号称世界上海拔最高的、汽车可以到达的山口。

## 地理
玛那山口的印度一侧位于楠达德维山生物圈保护区(Nanda Devi Biosphere Reserve) ， 距印度杰莫利县玛那镇24 km，距印度教圣地伯德里纳特27 km。恒河的两条主要源流之一阿勒格嫩达河（Alaknanda）的最长支流萨拉斯瓦蒂河(Saraswati River)，即发源于玛那山口。

## 历史
玛那山口是印度北阿坎德邦和中国西藏之间的古代传统贸易通道之一。从印度北阿坎德邦杰莫利县的印度教圣地伯德里纳特北行约27 km，翻越玛那山口，即可进入中国西藏阿里地区札达县的达巴乡(宋、明时期这里属于古格王国)。葡萄牙耶稣会传教士安东尼奥·德尔·安德拉德是第一个从印度通过玛那山口进入西藏的欧洲人(1624年；明朝末年)。 
1951年，中国人民解放军经新疆进军西藏阿里后，接管了阿里地区的边防，玛那山口贸易通道被暂时关闭。 1954年4月29日， 中国和印度签署了一项协议，协议第二条第二款规定由中国政府同意在西藏阿里地区开放10个贸易通道，玛那山口就是其中之一，授予两国之间的朝圣者和当地旅客通过玛那山口旅行的权利。

## 参看
- Holdich, Sir Thomas H; Tibet the Mysterious, (1906) University Press, Cambridge, MA
- MacGregor, John. Tibet: A Chronicle of Exploration, (1970) Routledge & Kegan Paul, London, SBN 7100-6615-5